# إقليم كاسينغا
إقليم كاسينغا هو إقليم يقع في مقاطعة كاتانغا العليا بجمهورية الكونغو الديمقراطية .